# 小野田町 (船橋市)
小野田町（このだちょう）は、千葉県船橋市の町名。丁番を持たない単独町名である。郵便番号274-0081。

## 地理
船橋市北東部に位置する。小室町・車方町・豊富町・大神保町、白井市清戸・谷田、八千代市小池と隣接する。

## 世帯数と人口
2017年（平成29年）11月1日現在の世帯数と人口は以下の通りである。
| 町丁     | 世帯数  | 人口  |
| -------- | ------- | ----- |
| 小野田町 | 140世帯 | 250人 |

## 小・中学校の学区
市立小・中学校に通う場合、学区は以下の通りとなる。
| 番地 | 小学校             | 中学校             |
| ---- | ------------------ | ------------------ |
| 全域 | 船橋市立豊富小学校 | 船橋市立豊富中学校 |

## 交通

### 鉄道
町内には駅はないが小室駅が利用できる。

### 道路
- 国道16号
- 国道464号

## 施設
- 新京葉変電所